# Castlerigg

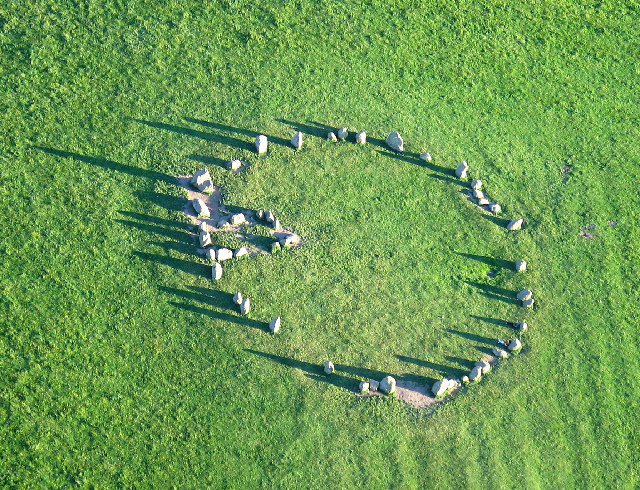
Zdjęcie lotnicze kręgu

Castlerigg (także Keswick Carles, Carles, Carsles, Castle-rig) – neolityczny krąg kamienny, położony ok. 2 kilometrów na wschód od Keswick w hrabstwie Kumbria w Anglii.
Usytuowany na niewielkim wzgórzu niedaleko złączenia się rzek Naddle Beck i Greta krąg jest jednym z najstarszych tego typu obiektów na Wyspach Brytyjskich. Jego powstanie datowane jest na ok. 3200 p.n.e. Pierwsza pisemna wzmianka na temat kręgu, sporządzona przez Williama Stukeleya, pochodzi z 1725 roku. W trakcie przeprowadzonych w XIX wieku na stanowisku prac wykopaliskowych odkryto kilka kamiennych siekier.
Wzniesiona z lokalnych łupków metamorficznych konstrukcja ma kształt lekko spłaszczonego okręgu o wymiarach 32,6×29,5 m. Do jej budowy użyto 42 kamieni, z których do dziś zachowało się 38. Kamienie mają średnio między 1 a 1,5 m wysokości, największy z nich waży około 16 ton. Od strony północnej znajduje się szerokie na 5 m wejście do kręgu, flankowane dwoma dużymi głazami o wysokości 1,73 i 1,68 m. W północno-wschodniej części kręgu wzniesiona została przylegająca do niego od wewnętrznej strony prostokątna konstrukcja kamienna o wymiarach 8,8×4,6 m.